# Faustino Imbali
Faustino Fudut Imbali (ur. 1 maja 1956 w Ilondé) – gwinejski polityk i socjolog, premier Gwinei Bissau od 21 marca do 9 grudnia 2001 i ponownie od 31 października do 8 listopada 2019.

## Biografia
Ukończył studia z socjologii politycznej na Uniwersytecie w Bordeaux, pracował po nich naukowo dla Instituto Nacional de Estudos e Pesquisa w Bissau. Od 1998 do 1999 doradzał premierowi Francisco Fadulowi. Wystartował w wyborach prezydenckich w listopadzie 1999, zajmując trzecie miejsce i zdobywając 8,22% głosów.
W lutym 2000 roku mianowany wicepremierem odpowiedzialnym za rozwój ekonomiczny w gabinecie Caetano N’Tchamy. W jego kolejnym rządzie od stycznia 2001 roku pełnił funkcję ministra spraw zagranicznych. W marcu przeszedł na stanowisko szefa rządu mniejszościowego. Wkrótce potem opozycja złożyła wniosek o wotum nieufności, który jednak wycofała. W grudniu 2001 został jednak odwołany na skutek konfliktu z prezydentem, który oskarżał go o przywłaszczenie pieniędzy należnych wojsku.
W 2003 założył Partię Manifestu Ludowego. Z jej ramienia wystartował w wyborach prezydenckich w 2005, zdobywając 0,58% poparcia i 10. miejsce. W 2009 został pobity i aresztowany w związku z oskarżeniami o przygotowywanie zamachu stanu. W latach 2012–2013 sprawował funkcję ministra spraw zagranicznych.
31 października 2019 ponownie powołany na stanowisko szefa rządu.